# Proisotoma clavipila
Proisotoma clavipila är en urinsektsart som beskrevs av Axelson 1903. Proisotoma clavipila ingår i släktet Proisotoma och familjen Isotomidae. Arten är reproducerande i Sverige. Inga underarter finns listade i Catalogue of Life.